# Ghost of a Dog
Ghost of a Dog är det andra albumet av Edie Brickell & New Bohemians, släppt 1990. Albumet är producerat av Tony Berg.
Albumet nådde Billboard-listans 32:a plats.

## Låtlista
1. "Mama Help Me" (Edie Brickell/Kenny Withrow/John Bush) - 4:02
2. "Black & Blue" (Edie Brickell/Edie Brickell & New Bohemians) - 3:55
3. "Carmelito" (Edie Brickell/Edie Brickell & New Bohemians) - 4:12
4. "He Said" (Edie Brickell) - 5:24
5. "Times Like This" (Edie Brickell/Kenny Withrow) - 2:56
6. "10.000 Angels" (Edie Brickell/Kenny Withrow/John Bush) - 6:06
7. "Ghost Of A Dog" (Edie Brickell/Kenny Withrow) - 1:34
8. "Strings Of Love" (Edie Brickell/Kenny Withrow) - 4:13
9. "Woyaho" (Edie Brickell/Kenny Withrow) - 2:34
10. "Oak Cliff Bra" (Edie Brickell) - 1:28
11. "Stwisted" (Edie Brickell) - 5:09
12. "This Eye" (Edie Brickell) - 3:18
13. "Forgiven" (Edie Brickell/Edie Brickell & New Bohemians) - 5:35
14. "Me By The Sea" (Edie Brickell) - 3:03